# Стрекоза кроваво-красная
Стрекоза кроваво-красная, или сжатобрюх кроваво-красный, или стрекоза кровяная, (лат. Sympetrum sanguineum), — вид стрекоз из рода Sympetrum. Самцы оранжево-красные, а самки желтовато-коричневые. Длина тела до 4 см, крылья в размахе 5—6 см. Имаго встречаются с июля до осени.

## Этимология латинского названия
Sanguineus (латинский язык) — кровяной, кровавый, кроваво-красный, кровавого цвета: у взрослого самца брюшко сверху ярко-красного цвета.

## Описание

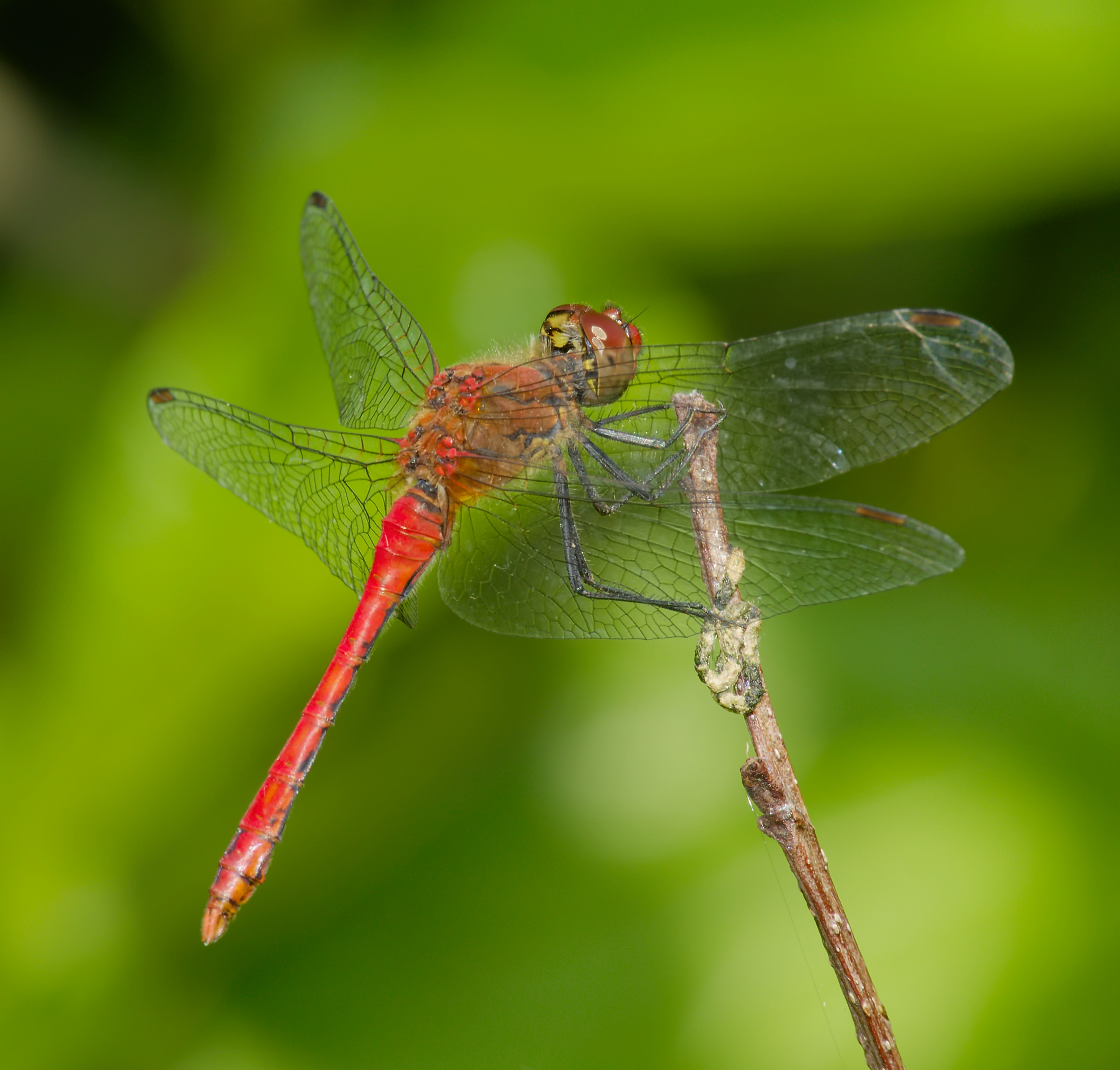
Самец

Длина 34—39 мм, брюшко 21—26 мм, заднее крыло 24—29 мм. Задний край переднегруди с большим, практически вертикальным выступом, на котором имеется бахромка из длинных волосков. Бока груди красного или жёлтого цвета, с тремя узкими, не сливающимися полными полосами чёрного цвета на швах. Лоб с ровной поперечной полосой чёрного цвета. Боковые чёрные линии на брюшке длинные. Ноги чёрные. Основания крыльев подкрашены в янтарный цвет. Грудь самца сверху оранжево-красного цвета, а по бокам желтовато-коричневая. Брюшко на верхней стороне кроваво-красное, а снизу чёрного цвета в красных пятнах. У молодых самцов окраска соответствует таковой у самок. У самок брюшко желтоватого цвета, снизу с беловатым налётом.

## Ареал
Умеренные области Европы и Западной Сибири, Передняя и Центральная Азия, Северная Африка.

## Биология
Лёт: начало июля — сентябрь. Вид обычный, местами многочисленный. Для размножения выбирает стоячие, густо заросшие, заболоченные или даже временные водоёмы. Не характерен для проточных водоёмов. Широко разлетается от водоёмов, часто отдельные особи встречаются за несколько километров от водоёмов. Самцы занимают участки на берегах небольших водоёмов, на лугах и пересыхающих болотах. Развитие от яйца до имаго занимает около 1 года.